# Xavier-Luc Duval
Pour les articles homonymes, voir Duval.
Xavier-Luc Duval, né le 28 janvier 1958, est un homme politique mauricien. Il est le fils de Gaëtan Duval.
Les élections législatives du 10 décembre 2014, remportées par l'alliance Lepep (en) qui comprend le Mouvement socialiste militant, le Muvman Liberater (en) et le  MSM, ML et PMSD).